# 권의빈
권의빈(1999년 5월 28일 ~ )은 대한민국의 가수다.

## 방송
- 더 아이돌 밴드 (2022) - 준우승
- 오빠시대 (2023) - Top40(38위)
- 빌드업 : 보컬 보이그룹 서바이벌 (2024) - Top40

## 음반
- 클로저스 OST : Rushing In (2021)
- MBN '오빠시대' 1회 - 1라운드 Part.A (2023)
- 조금만 더 (2024)